# Geoff Parling
Geoffrey Matthew W. Parling (Stockton-on-Tees, 28 ottobre 1983) è un ex rugbista a 15 e allenatore di rugby a 15 britannico, dal 2018 tecnico della rimessa laterale dei Rebels in Super Rugby. Nella sua carriera come giocatore ricopriva il ruolo di seconda linea; vanta 29 presenze con l'Inghilterra e tre con i British and Irish Lions, con i quali ha disputato il tour del 2013.

## Biografia
Divenuto professionista dopo avere terminato gli studi in economia all'Università di Newcastle upon Tyne, Parling fu ingaggiato nel 2003 dal Newcastle Falcons, squadra di English Premiership; lì nel 2006 guadagnò il titolo di Giocatore dell'Anno.
Fino al 2009 militò a Newcastle, poi si trasferì al Leicester Tigers, dove vinse il titolo al suo primo anno e iniziò a mettersi in luce a livello internazionale nell'Inghilterra A; dovettero passare tuttavia altri due anni prima di debuttare in un test match, cosa che avvenne durante il Sei Nazioni 2012 contro la Scozia a Edimburgo.
Di nuovo campione d'Inghilterra nel 2013, prese successivamente parte al tour dei British Lions del 2013 in Australia, scendendo in campo in tutti i tre test match contro gli Wallabies e vincendo la serie 2-1.

## Palmarès
- Premiership: 3
Leicester: 2009-10, 2012-13
Exeter Chiefs: 2016-17
- Coppe Anglo-Gallesi: 1
Leicester: 2011-12